# Mengjiang
Mengjiang (chin. 蒙疆, Měngjiāng; W.-G.: Meng-chiang; jap. Mōkyō) – państwo marionetkowe utworzone w 1936 r. przez Japonię na okupowanych przez nią obszarach Mongolii Wewnętrznej, w północno-wschodnich Chinach (obejmowało wówczas chińskie prowincje Chahar i Suiyuan).

## Historia

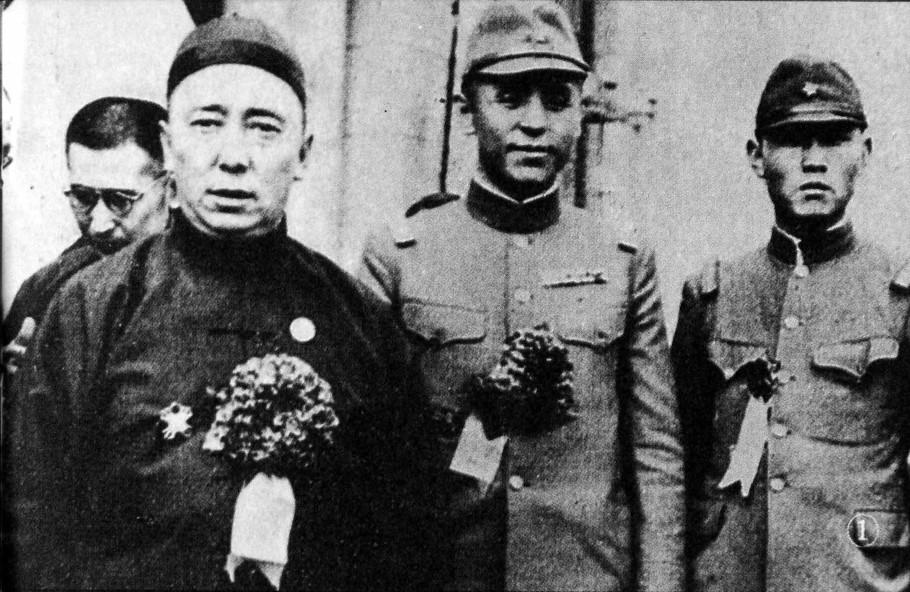
Książę Demchugdongrub (z lewej)

Powstanie Mengjiang ogłoszono 18 lutego 1936 r. po wkroczeniu armii japońskiej na terytorium Mongolii Wewnętrznej. Było to drugie po Mandżukuo państwo kolaboracyjne utworzone przez japońskie władze okupacyjne na terenie Republiki Chińskiej.
Od marca 1940 r. była to autonomiczna federacja niezależna od  projapońskiego reżimu Wang Jingweia. Na czele państwa stał książę Demchugdongrub (1902-1966). Głosił on ideę pan-mongolizmu i powrotu Mongolii do dawnej świetności z czasów Czyngis Chana. Stolicą państwa było Zhangjiakou. Mengjiang dysponował własną armią.
Japonia chciała wykorzystać Mengjiang jako bazę wypadową na terytorium Mongolii Zewnętrznej (państwa komunistycznego, zależnego od ZSRR).

## Koniec Mengjiang
Mengjiang upadło razem z Mandżukuo w wyniku rozpoczętej 8 sierpnia 1945 r. inwazji Armii Czerwonej wspieranej przez Mongolską Armię Czerwoną.
Po wojnie terytorium Mengjiang weszło w skład Chińskiej Republiki Ludowej.